# تپه گلیک چای
تپه گلیک چای مربوط به دوره هخامنشی - دوره اشکانیان است و در شهرستان زنجان، بخش مرکزی، دهستان قلتوق، ۱/۲ کیلومتری شمال روستای حاجی بچه واقع شده و این اثر در تاریخ ۱۸ اسفند ۱۳۸۷ با شمارهٔ ثبت ۲۵۳۱۱ به‌عنوان یکی از آثار ملی ایران به ثبت رسیده است.